# سي جي بياتارد
كيسي جاريت بياتارد ، المعروف باسم سي جيه بياتارد ، من مواليد 16 نوفمبر 1993 في فرانكلين ، تينيسي ، هو لاعب كرة قدم أمريكي تميز بلعبه الممتاز هو يشغلق مركز الوسط في خطة فريقه في الدوري الوطني لكرة القدم (NFL).
لعب على مستوى الجامعة لمدة أربعة مواسم في جامعة أيوا هوكس قبل أن يتم اختياره في الجولة الثالثة من قبل التاسع و الاربعين من مجموعة التصنيفات في 2017 NFL Draft .